# Graydidascalus brachyurus
Il pappagallo codacorta (Graydidascalus brachyurus Temminck & Kuhl, 1820) è un uccello della famiglia degli Psittacidi. È l'unica specie del genere Graydidascalus Bonaparte, 1854.

## Descrizione
Ha un aspetto compatto, con la coda corta al punto da sembrare tronca e le ali che si richiudono fino a sfiorare la parte terminale delle timoniere. Ha taglia attorno ai 24 cm, la testa grande e un forte becco nero, con cera nera. È verde con le penne delle ali bordate di giallo e con segni rossi sul margine dell'ala all'altezza della spalla e sui bordi esterni della coda. L'iride è rossa, le zampe grigiastre.

## Biologia
Ottimo arrampicatore, socievole e sociale, vive in bande numerose che si muovono con un volo sfarfallante (a causa della coda corta).

## Distribuzione e habitat
Vive nelle foreste primarie del bacino del Rio delle Amazzoni.